# Alias 'La Gringa'
Alias 'La Gringa' é um filme de drama peruano de 1991 dirigido e escrito por Alberto Durant. Foi selecionado como representante do Peru à edição do Oscar 1992, organizada pela Academia de Artes e Ciências Cinematográficas.

## Elenco
- Germán González - La Gringa
- Elsa Olivero
- Orlando Sacha
- Juan Manuel Ochoa
- Enrique Victoria
- Gonzalo de Miguel
- Ramón García
- Aristóteles Picho